# La cosa
La cosa (títol original en anglès: The Thing) és una pel·lícula de terror i ciència-ficció de l'any 1982 dirigida per John Carpenter. És un remake del film de 1951 dirigit per Howard Hawks L'enigma d'un altre món (The Thing from Another World). Ambdues pel·lícules estan basades en la novel·la curta de John W. Campbell Jr. Who Goes There?, però el film de Carpenter és més fidel a l'obra original. Una pel·lícula preqüela anomenada també The Thing s'estrenà el 2011 pel director de cinema holandès Matthijs van Heijningen Jr., que té lloc just abans de la primera pel·lícula, després de les gestes dels científics noruecs i estatunidencs que va descobrir originalment l'estranger. Ha estat subtitulada al català.
Carpenter considera a aquesta pel·lícula la primera de la seua Trilogia Apocalíptica, continuada el 1987 i 1995 per El Príncep de les Tenebres (Prince of Darkness) i En la boca de la por (In the Mouth of Madness) respectivament.

## Argument
Una criatura alienígena amb l'habilitat d'imitar a la perfecció a qualsevol animal o humà amb el qual entri en contacte s'infiltra dintre de l'Estació 4 de l'Institut Nacional de Ciències dels Estats Units situada a l'Antàrtida. Ja que cada membre del personal de l'estació és incapaç de saber si els seus companys són o no humans, es genera un clima de desconfiança i tensió i són eliminats un a un per la criatura o pels seus camarades.
Més tard, els supervivents s'adonen que si la criatura arriba al món exterior podria devorar tota la vida que existeix sobre la Terra en unes poques hores, ara la batalla és per la supervivència d'ells com de la raça humana.

## Repartiment
| Actor            | Paper           |
| ---------------- | --------------- |
| Kurt Russell     | R.J. MacReady   |
| Wilford Brimley  | Dr. Blair       |
| T.K. Carter      | Nauls           |
| David Clennon    | Palmer          |
| Keith David      | Childs          |
| Richard Dysart   | Dr. Copper      |
| Charles Hallahan | Vance Norris    |
| Peter Maloney    | George Bennings |
| Richard Masur    | Clark           |
| Donald Moffat    | Garry           |
| Joel Polis       | Fuchs           |
| Thomas Waites    | Windows         |